# Rita Kirst
Rita Kirst (República Democrática Alemana, 21 de octubre de 1950), también llamada Rita Schmidt, es una atleta alemana retirada especializada en la prueba de salto de altura, en la que consiguió ser campeona europea en pista cubierta en 1974.

## Carrera deportiva
En el Campeonato Europeo de Atletismo en Pista Cubierta de 1972 ganó la medalla de oro en el salto de altura, con un salto por encima de 1.90 metros, superando a su compatriota Rita Gildemeister  y a la búlgara Yordanka Blagoeva.
Dos años después, en el Campeonato Europeo de Atletismo en Pista Cubierta de 1974 ganó la medalla de bronce en el salto de altura, con un salto por encima de 1.88 metros, tras la también alemana Rosemarie Witschas (oro con 1.90 metros) y la checoslovaca Milada Karbanová  (plata también con 1.88 metros pero en menos intentos).